# 競艇マクール
競艇マクール（きょうていマクール）とは、競艇を専門に扱う雑誌ならびにウェブメディアである。雑誌の発行とウェブメディアの運営、広告の取り扱いを株式会社ネプラス、雑誌の発売を株式会社三栄が行っている。

## 概要

### SUPER BOAT MAGAZINE マクール
「マクール」は競艇の決め手のひとつ「まくり」と、同誌の編集を担当していた編集プロダクション「有限会社マクール」の社名にちなんだもの。サブタイトルは「全速ツケマイな切れ味　競艇専門マガジン」。
1993年8月に創刊し、SG開催のタイミングで不定期で発行されていた。1995年3月号からは月刊で発刊され、毎月11日に発売。老舗のボートレース雑誌。表紙は競艇通の漫画家で知られる蛭子能収が書いている。編集長は渡辺将司。ボートレース選手でもある西山貴浩が客員編集長を務める。
旬の選手にフォーカスを当てたインタビュー、舟券企画、業界時事ネタ、ボートレースヒストリーなどバラエティに富んだ特集記事、ビッグレース（SGやPGⅠ）展望など、ボートレースに関するあらゆる情報が書かれている。また、著名人によるコラムも豊富。レース場で使用できるクーポンもある。
2012年5月号より表紙の題字を「SUPER BOAT MAGAZINE マクール」に変更した（元々、英語表記として「SUPER BOAT MAGAZINE MACOUR」を用いていたことにちなむ）。
2019年7月3日、マクールの創設者（初代編集長）である主筆・水村和彦（戸田男、ジジーの愛称でも知られた）が急逝。水村は競艇誌の創刊前は自動車雑誌などのライターをしていた人物で、マクールは元々は当時の水村の個人事務所の名称であった。
2022年4月、西日本スポーツなどの記者をつとめていた渡辺将司が編集長に就任した。渡辺はBSフジのボートレース番組「BOAT RACEプレミア 〜ハートビートボート+〜」に解説者として出演している。

#### 主な連載
- スペシャルインタビュー
- マクールトピックス
- ジジー放談
- 全国24場　競艇場月報
- 今、狙える選手に訊く（インタビュー）
- 愛知支部選手リレーコラム「アイチてください愛知支部」
- 西山貴浩「97期の笑利への道」
- 永島知洋「旅打ちで～！エンジョイ！」
- 藤原邦充「艇言」
- 金田拓朗「走る！ボート記者」
- マクール探偵局
- OB選手「わいわいト～ク」
- 若林健次「バカ林のボート日々是好日」
- 渡邊十絲子「天下御免の競艇客」
- ひまひまデータOFFLINE

### Web マクール
競艇専門マガジンマクールのモバイル版として、2002年に携帯マクールがiモード公式サイトとしてリリースされた。出走表、ニュース、イチオシ予想などのレース情報や、待受画像やえびすコラム、魔王決定戦などのコンテンツが提供された。
2011年には、iPhoneアプリ・スマホマクールがリリースされた。

#### 主な連載
- 桧村賢一「舟券即戦力」[3]
- すーなか「今月もどうもすいません」
- 芦村幸香「幸香のHappy Time」
- 小林習之「ボート見聞録」
- 荒尾聡「AUTO FOCUS」
- 藤原邦充「艇言」
- 大山千広「ぼーと好いとーばい」[4]
- 西山貴浩「97期の笑利への道」[5]